# ティム・スパイサー
ティム・スパイサー（Tim Spicer, 1952年 - ）は、元イギリス陸軍中佐。サンドライン・インターナショナル、イージス・ディフェンス・サービシーズの設立者。サンドハースト王立陸軍士官学校卒業。

## 経歴
イギリス陸軍に20年間在籍しており、スコッツガーズの士官として北アイルランド問題やフォークランド紛争、湾岸戦争に関する任務にあたっていた。一部報道ではSAS（特殊空挺部隊）の出身という報道がされていたが、元SASのPMC経営者であるリチャード・ベセルらによると彼はSASの選考試験で脱落しているという。1996年に軍を除隊した後は金融関係の仕事についていたが、傭兵をしていた友人のサイモン・マンの紹介によって民間軍事会社ビジネスの世界に入り、彼と共にサンドライン・インターナショナルを設立。エグゼクティブ・アウトカムズと共にシエラレオネ内戦に関わる。 
不祥事やスキャンダルが非常に目立つ人物であり、1992年のイギリス陸軍時代、ベルファストでの任務によって非武装のアイルランド人少年ピーター・マクヴライドを射殺した部下のスコッツガーズ隊員2人を庇ったことによりアイルランド人のロビー団体から非難を受けている。 また「サンドライン・インターナショナル」の活動において、1997年にパプア・ニューギニアにおける紛争で3600万ドルの契約を結ぶが、作戦が失敗したことによってパプア・ニューギニア政府を失脚させ、自らも新しく政権についた軍隊に投獄されることになった。その上、1998年のシエラレオネ内戦でも国際連合の禁輸措置を無視して大量の武器を密輸し、さらに自らの行為を「イギリス政府の推奨を受けている」と語ったことによって、トニー・ブレア政権を危険に晒している。2005年に「イージス」の社長としてイラク戦争における警備・訓練業務でアメリカ政府と2億9,300万ドルの契約を結んだが、民間人への発砲や業務の不備など、こちらでも不祥事が判明している。